# Beringer Altmann
Beringer Hermann Hans Joachim Altmann (* 5. April 1939 in Lingen (Ems); † 19. Dezember 2010 in Meppen) war ein deutscher Maler und Grafiker. Sein umfangreiches Gesamtwerk von Gemälden, Zeichnungen, Grafiken, und Drucken beschäftigt sich vor allem mit dem Verhältnis von Mensch und Natur und der darin immer weiter um sich greifenden Entfremdung.

## Biographie
Beringer Altmann wurde 1939 in Lingen (Ems) geboren und kam erst auf Umwegen zur Kunst. Er absolvierte nach dem Besuch des Gymnasiums Georgianum in Lingen von 1950 bis 1958 eine Lehre als Bankkaufmann und übte diesen Beruf lange Zeit aus, wobei jedoch zunehmend das künstlerische Schaffen in den Vordergrund seines Lebens rückte. Bereits im Jahr 1962 begann er mit freien Zeichnungen, 1973 begann seine Auseinandersetzung mit der Malerei. Altmann war absoluter Autodidakt, er besuchte niemals eine Kunsthochschule oder ähnliche Einrichtung.
Etwa Mitte der achtziger Jahre fand er einen eigenen Stil und erregte durch mehrere lokale Ausstellungen auch die Aufmerksamkeit der Öffentlichkeit, es folgten Ankäufe seiner Werke durch Galerien und ein erster Durchbruch als Künstler. 1987 wurde Altmann Mitglied im Bund Bildender Künstler Osnabrück-Emsland, seit 1990 engagierte er sich in der Gruppe "Freie Künstlergemeinschaft Grenzenlos e.V.", die er jedoch Mitte der 90er bereits verlassen hatte.  Seit 1994 wirkte er als Jurymitglied im Aufnahmeverfahren des Bundes Bildender Künstler für Niedersachsen (BBK) 
Nachdem er seinen Bankberuf endgültig aufgegeben hatte, widmete er sich nur noch der Kunst. Neben seiner künstlerischen Tätigkeit gründete er eine Stiftung zur Kunstförderung, die seinen Namen trägt. Die Stiftung widmet sich der Förderung von autodidaktisch lernenden Nachwuchskünstlern – eine Ausbildung, die Altmann als gleichwertig gegenüber den Kunsthochschulen ansah.
Beringer Altmann starb am 19. Dezember 2010 in Meppen, wo er seine letzten Lebensjahre verbracht hatte.

## Werk
Die Kunsthistorikerin Reinhild Mackowiak schreibt im Vorwort des Kataloges "Aus dem Moor", es sei schwer, "Beringer Altmann bestimmten Tendenzen oder Stilen innerhalb der zeitgenössischen Kunst zuordnen zu wollen. Ungeachtet von modischen Strömungen vertritt er seine eigene künstlerische Position".
Diese Position kennzeichnet Dietmar Gotzheim als expressiven Malstil, eine Form von Realismus, die sich vor allem auf die Darstellung des Menschen in Alltagssituationen konzentrierte.
Trotz seines freien Stils lassen sich Motive ausmachen, die Altmann immer wieder beschäftigten. Hierbei sind neben Alltagsszenen vor allem die Moore seiner Heimatregion Emsland ein wiederkehrendes Thema. Die Unberührtheit des Moores, seine stille Gefährlichkeit, seine existenzielle Einsamkeit – all dies sind Aspekte, die Altmann immer wieder faszinierten. Die im Emsland mehr und mehr durch Trockenlegung verschwundenen Moore waren ihm mehr als unberührte Natur, sondern laut Mackowiak auch "Metaphern für die menschliche Befindlichkeit am Ende des 20. Jahrhunderts", ein Symbol nicht nur für die verschwindende Natur, sondern auch für die Bedrohung des Menschen selbst durch "Technisierung und Verstädterung der Landschaft" und die daraus resultierende Entfremdung von der Natur.
Altmann benutzte für seine vor allem in den 1990er Jahren entstandenen Moorbilder neue künstlerische Techniken: für die Brauntöne der Bilder verwendete er Torfmull, den er in einem selbst entwickelten Verfahren auf Leinwand auftrug, für Holzschnitte zum selben Thema benutzte er gefundene Holzbohlen als Druckstöcke. Als Überreste einer "Moorbahn" aus der Torfgewinnung waren diese Bohlen, genau wie Altmanns Bilder, eine Synthese aus Natur und Kultur, aus menschlicher Aktivität und organischen Prozessen.
Neben dem Moor und Alltagsszenen griff Altmann auch soziale Themen auf. Bereits 1990 fertigte er eine Bilderserie in Mischtechnik auf Packpapier mit dem Titel "Krieg in Afghanistan und Flüchtlinge im ‚Goldenen Westen‘". Medienberichte hatten Altmann lange vor der Machtübernahme der Taliban zu dieser Serie inspiriert. 
Er selbst schrieb dazu in einem Katalog: "Den Krieg in Afghanistan, der für alle Kriege und Verfolgungen stehen soll, konnte ich nur in einer genauen Zeichnung darstellen, ohne Schminke und Vertuschung. In weiteren Bildern sind die Menschen aus Afghanistan zu sehen, die in den ‚Goldenen Westen‘ flüchten konnten, und was sie hier erwarten. Diese Menschen sind wegen der Freiheit hierher geflüchtet. Hier werden sie mit dem Wohlstand konfrontiert, der auch neue Probleme erzeugt."